# Arcidiocesi di Siracusa

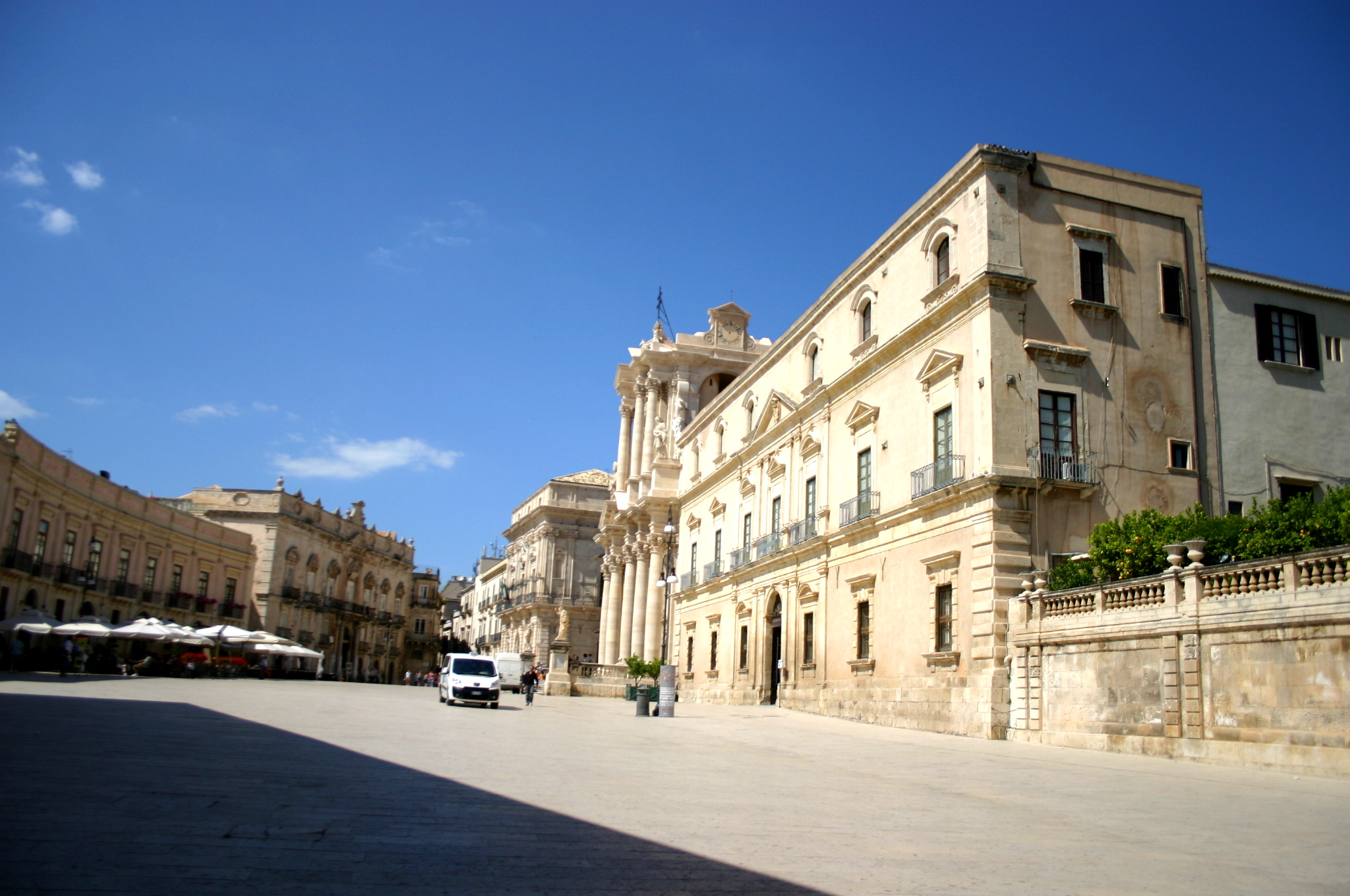
Piazza duomo a Siracusa; sulla destra il palazzo arcivescovile e la cattedrale.

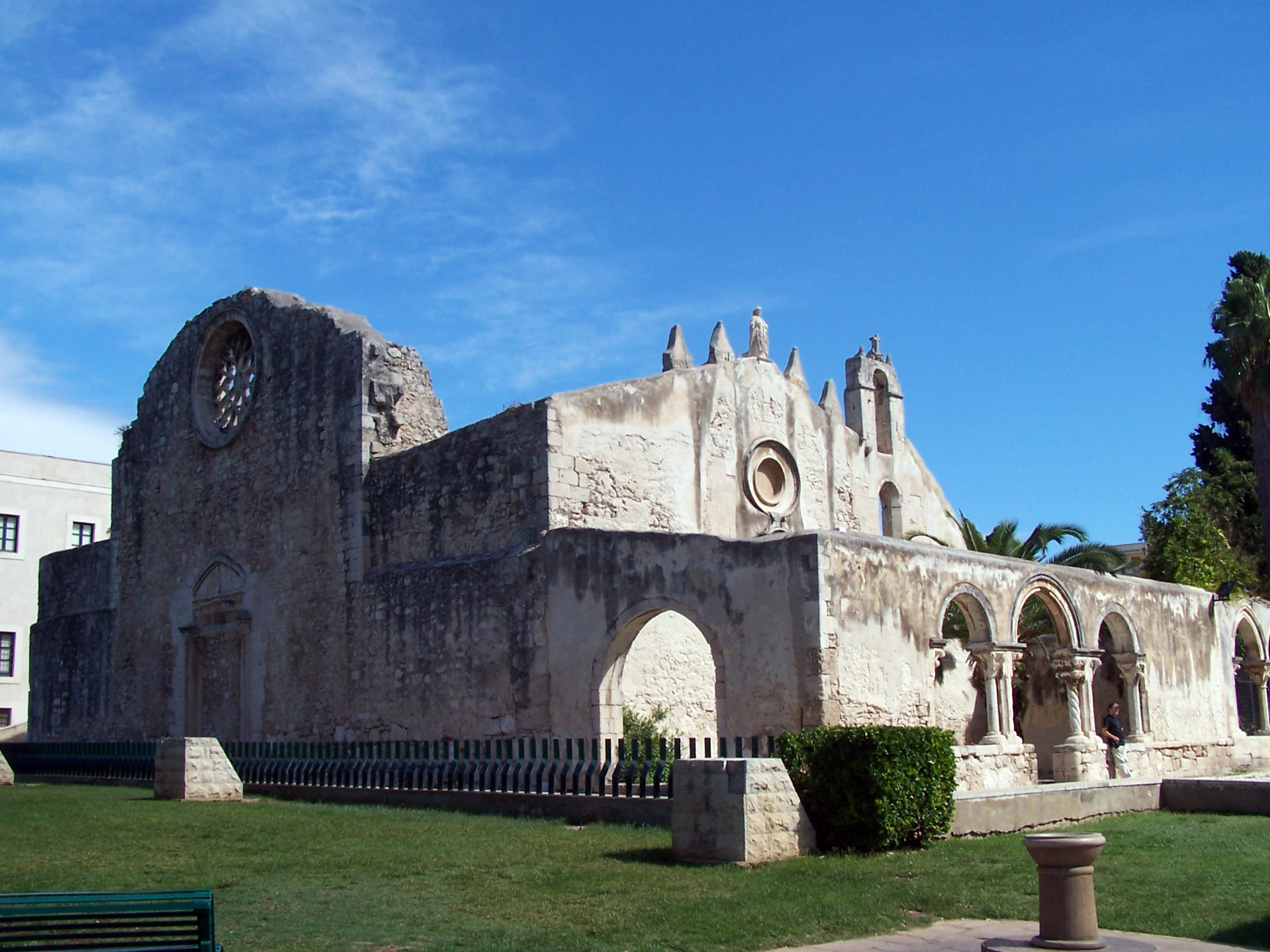
L'antica cattedrale di Siracusa, la chiesa di San Giovanni alle catacombe.

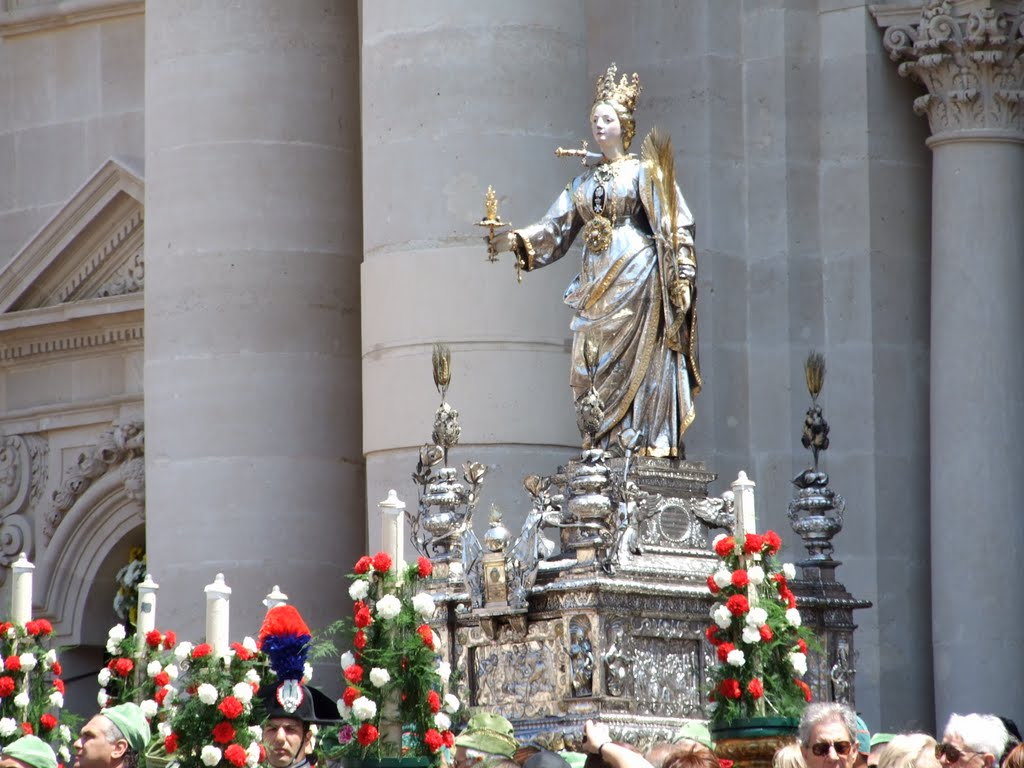
La festa di Santa Lucia a Siracusa.

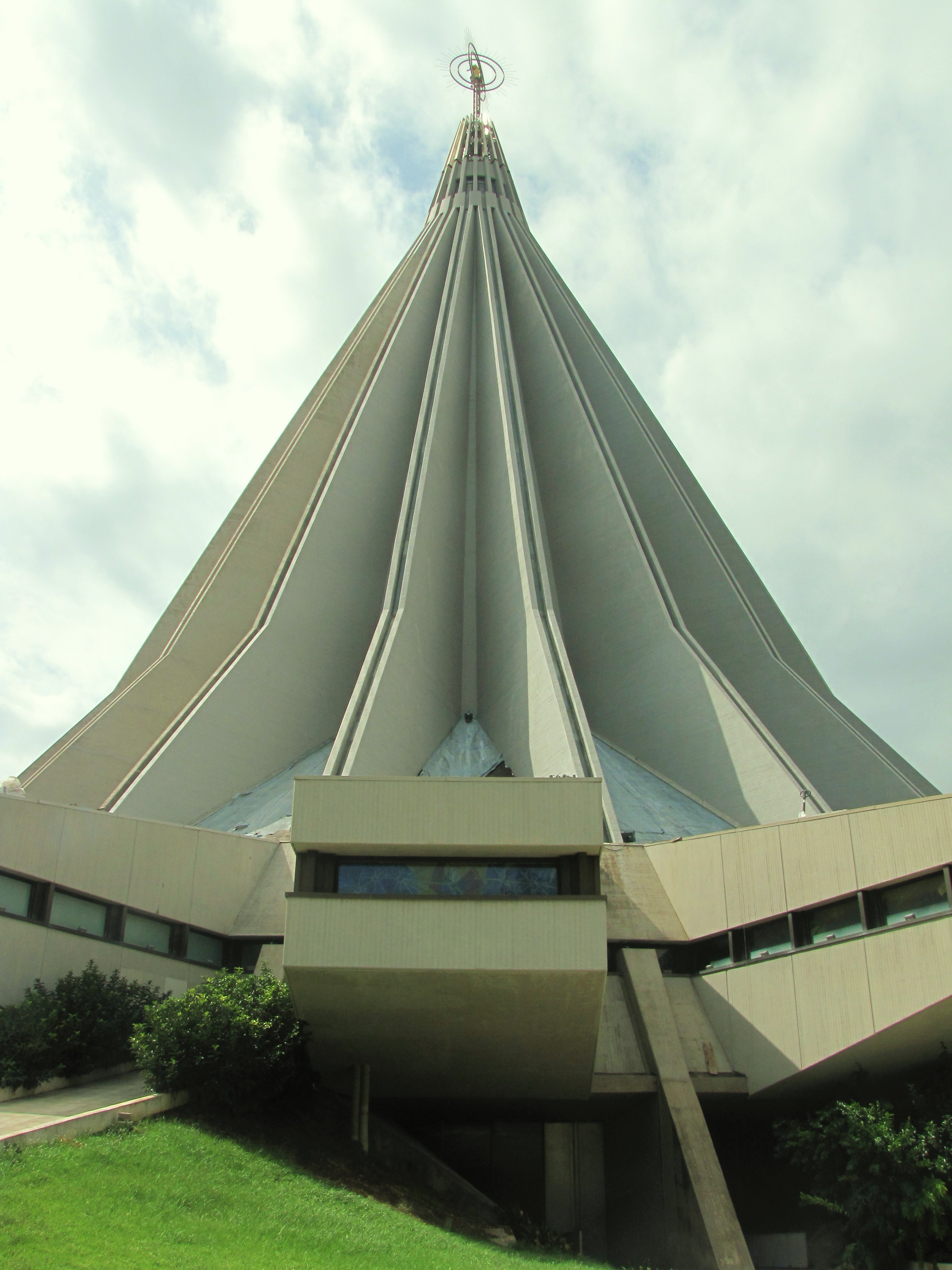
Il santuario della Madonna delle Lacrime.

L'arcidiocesi di Siracusa (in latino Archidioecesis Syracusana) è una sede metropolitana della Chiesa cattolica in Italia appartenente alla regione ecclesiastica Sicilia. Nel 2022 contava 285.000 battezzati su 294.901 abitanti. È retta dall'arcivescovo Francesco Lomanto.

## Santi

### Santi patroni
- San Marciano - patrono principale dell'arcidiocesi di Siracusa
- Santa Lucia - patrona principale della città di Siracusa e patrona secondaria dell'arcidiocesi
- San Sebastiano martire - compatrono della città di Siracusa

### Santi dell'arcidiocesi
- Sant'Orso, arcivescovo di Ravenna
- San Bassiano, vescovo di Lodi
- San Massimiano, vescovo di Siracusa
- San Giovanni, vescovo di Siracusa
- San Zosimo, vescovo di Siracusa
- Santo Stefano III, papa
- San Metodio, patriarca di Costantinopoli
- San Giuseppe l'Innografo
- Santi Alfio, Filadelfo e Cirino

## Territorio
L'arcidiocesi si estende per quasi tutto il libero consorzio comunale di Siracusa, comprendendone 16 dei 21 comuni; ne sono esclusi i 5 comuni del comprensorio Eloro (Avola, Noto, Pachino, Portopalo di Capo Passero e Rosolini) che afferiscono alla suffraganea diocesi di Noto.
Sede arcivescovile è la città di Siracusa, dove si trova la cattedrale della Natività di Maria Santissima. Importante luogo di culto mariano è il santuario della Madonna delle Lacrime. A Siracusa sorge anche l'antica cattedrale, la chiesa di San Giovanni alle catacombe.
Il territorio si estende su 1.342 km² ed è suddiviso in 76 parrocchie, raggruppate in 4 vicariati: Siracusa, Augusta-Melilli, Lentini e Palazzolo-Floridia.
La provincia ecclesiastica siracusana comprende le diocesi di Noto e di Ragusa.

## Storia
Secondo la tradizione, la chiesa di Siracusa è fra le più antiche della cristianità. San Marciano, inviato dall'apostolo Pietro quando questi si trovava ancora ad Antiochia, giunse a Siracusa e divenne il protovescovo della sua chiesa. Questa tradizione si basa però su una fonte tardiva, l'Encomio di san Marciano, del VII secolo. Mentre le più antiche testimonianze cristiane a Siracusa risalirebbero al II secolo e risiederebbero nelle catacombe di San Giovanni e di Santa Lucia.
(Rocco Pirri, Sicilia Sacra, II, p. 599; citando il breve apostolico di papa Leone X)
Gli Atti degli Apostoli (28,12), attestano che nel suo viaggio verso Roma, l'apostolo Paolo di Tarso, nell'anno 61, approdò a Siracusa e vi rimase tre giorni.
Data la sua posizione geografica e la sua importanza strategica, militare, commerciale e culturale nel Mediterraneo, la città di Siracusa dovette ricevere ben presto la nuova religione e vide fin dai primordi del cristianesimo formarsi una comunità. Malgrado gli elementi leggendari, non è da escludere che Marciano sia stato il primo vescovo della comunità cristiana di Siracusa, vissuto probabilmente a metà del III secolo.
Nel IV secolo le tracce della vita cristiana si fanno più certe, ad iniziare dal martirio di santa Lucia. Secondo quanto scrive Eusebio di Cesarea, dopo l'editto di Milano l'imperatore Costantino indirizzò al vescovo di Siracusa Cresto una lettera per invitarlo al concilio di Arles del 314; è il primo vescovo siracusano storicamente documentato. Le fonti letterarie riportano in seguito i nomi dei vescovi: Germano, vissuto nel IV secolo; Eulalio, noto dalla vita di Fulgenzio di Ruspe e che prese parte al sinodo romano del 501; Stefano I, vissuto verso la metà del VI secolo al tempo di Belisario; un anonimo (forse Eleuterio), documentato nell'epistolario di papa Pelagio I (558 e 561); e Massimiano, nominato da Gregorio Magno suo vicario per tutta la Sicilia, cui succedette il vescovo Giovanni I, al quale il papa inviò il pallio. Le fonti epigrafiche hanno riportato alla luce i nomi dei vescovi Vesperio (o Cerapione) e Siracusio, vissuti in un'epoca non anteriore al IV secolo.
Come attesta l'epistolario di Gregorio Magno, fino agli inizi del VII secolo la Sicilia non aveva sedi metropolitane e, benché sottomessa politicamente all'Impero bizantino, dipendeva dal punto di vista ecclesiastico dal patriarcato di Roma: di fatto tutte le diocesi siciliane erano suffraganee della diocesi di Roma. Solo dalla prima metà dell'VIII secolo, in seguito alle controversie sull'iconoclastia, la Sicilia fu sottratta dall'imperatore Leone III Isaurico alla giurisdizione di Roma e sottomessa al patriarcato di Costantinopoli (circa 732). L'accresciuta importanza della città, capitale del thema di Sicilia, favorì l'assegnazione del titolo metropolitano ai vescovi siracusani, documentato per la prima volta della Notitia Episcopatuum di Basilo l'Armeno (databile tra l'820 e l'842). Il primo arcivescovo potrebbe essere Marziano II (prima del 787), di cui è stato scoperto il sigillo episcopale in greco.
Nella Notitia Episcopatuum redatta all'epoca dell'imperatore Leone VI e databile all'inizio del X secolo, Siracusa compare al 13º posto tra le sedi metropolitane del patriarcato costantinopolitano, ed aveva giurisdizione su tutte le diocesi dell'isola, compresa Malta. La situazione descritta da questa Notitia Episcopatuum è tuttavia puramente ideale; infatti nell'878 Siracusa fu conquistata dagli Arabi, che già avevano sottomesso il resto dell'isola; l'ultimo arcivescovo, Teodoro IV, fu deportato a Palermo; la comunità siracusana ebbe anche dei martiri, Giovanni e Andrea, con i figli Pietro e Antonio, deportati in Africa e uccisi dall'emiro Ibrahim; per i successivi due secoli non si hanno notizie sulla presenza cristiana nella città. I sigilli episcopali hanno trasmesso il nome di due arcivescovi di Siracusa (o di Sicilia), Leone e Nicola, vissuti fra X e XI secolo; molto probabilmente non risiedevano nell'isola, ed il titolo loro conferito era puramente onorifico.
Siracusa venne conquistata dai Normanni nel 1086 e ristabilita come sede vescovile, non più metropolitana, con diploma di Ruggero d'Altavilla del 1093. La diocesi, che si estendeva nella parte sud-orientale dell'isola comprensivo del territorio dell'antica diocesi di Lentini, fu inizialmente dichiarata immediatamente soggetta alla Santa Sede (confermato nel 1169), ma nel 1188 divenne suffraganea dell'arcidiocesi di Monreale. Primo vescovo fu Ruggero, consacrato da papa Urbano II.
Al concilio di Trento prese parte il vescovo Girolamo Beccadelli Bologna (1541-1560), il quale promosse la riforma del clero, indisse un sinodo diocesano nel 1553 e fece stampare un catechismo in lingua italiana. Al suo successore, Giovanni Orosco de Arzés (1562-1574), si deve la fondazione del seminario vescovile, istituito il 15 aprile 1566.
Il territorio della diocesi rimase immutato dai tempi dei Normanni fino all'Ottocento, quando, in concomitanza con la riorganizzazione delle diocesi siciliane, Siracusa dovette cedere porzioni di territorio a vantaggio della formazione di nuove diocesi: Caltagirone (12 settembre 1816), Piazza Armerina (3 luglio 1817) e Noto (15 maggio 1844). Queste decurtazioni trovarono la forte opposizione dei vescovi e dei notabili siracusani e furono accettate a malincuore dal clero diocesano, come emerge dalle parole dello storico e sacerdote Francesco Serafino, autore della voce su Siracusa nell'opera di Vincenzio d'Avino: «Non cessavano però i difficili tempi, avvicendavansi ognora i luttuosi avvenimenti, la cattedra di San Marciano e Siracusa invilivano, ammiserivano, ed eccetto il nome, quasi spegnevansi. Perdeva la prima l'onore del pallio, unica insegna di sua passata grandezza, scemavasi di giorno in giorno la giurisdizione episcopale, dimezzavasene, poscia laceravasi a brani la vasta diocesi...».
Nel medesimo contesto tuttavia, Siracusa riacquisì la "passata grandezza". Infatti, il 27 marzo 1832, in forza della bolla Universalis Ecclesiae di papa Gregorio XVI, divenne diocesi immediatamente soggetta alla Santa Sede. In seguito, il 20 maggio 1844, fu elevata al rango di arcidiocesi metropolitana, in forza della bolla In suprema del medesimo papa Gregorio XVI, con tre suffraganee: Caltagirone, Piazza Armerina e Noto.
Nel 1868 l'arcidiocesi rimase vacante per la morte di mons. Angelo Robino; la sede vacante si protrasse anche per i tentativi del governo liberale di intervenire nella nomina dei vescovi, che era soggetta all'exequatur e alla pretesa di subentrare nel regio patronato ai precedenti monarchi, ossia di godere del diritto di presentazione dei vescovi. Dopo la frattura tra Chiesa e Stato con la presa di Porta Pia del 20 settembre 1870, la Santa Sede rifiutò di concordare le nomine dei vescovi e tra il 1871 e il 1872 procedette a nomine unilaterali per le diocesi siciliane, scegliendo per Siracusa Giuseppe Guarino, che risultò inviso al governo. Non ricevette mai l'exequatur, ma ebbe invece l'ingiunzione di lasciare il palazzo arcivescovile, da cui fu sfrattato con l'uso della forza, ma anche l'allontanamento coatto dalla diocesi e l'affidamento della diocesi a un vicario capitolare.
Il 6 maggio 1950 cedette un'ulteriore porzione di territorio a vantaggio dell'erezione della diocesi di Ragusa, che fu inizialmente unita aeque principaliter all'arcidiocesi di Siracusa fino al 1955. L'11 luglio successivo tuttavia il territorio diocesano si ampliò con il ritorno a Siracusa dei comuni di Buccheri, Buscemi, Cassaro, Ferla e Palazzolo Acreide che nell'Ottocento erano stati ceduti alla diocesi di Noto.
Dal 29 agosto al 1º settembre 1953 si verificò la lacrimazione di una statuetta del Cuore Immacolato di Maria. I vescovi siciliani già il 12 dicembre di quell'anno confermarono l'evento miracoloso. Il 6 novembre 1994 papa Giovanni Paolo II, durante la sua visita pastorale a Catania e Siracusa, ha consacrato il Santuario della Madonna delle Lacrime, sorto sul luogo della lacrimazione miracolosa. Nel 2002 Giovanni Paolo II ha poi elevato il santuario alla dignità di basilica minore.
Il 2 dicembre 2000 sono state riorganizzate le sedi metropolitane siciliane e Siracusa ha ceduto le diocesi di Caltagirone e di Piazza Armerina rispettivamente alle province ecclesiastiche di Catania e di Agrigento.
Il 15 dicembre 2004 il venerato corpo di santa Lucia ha fatto sosta per cinque giorni a Siracusa, città natia della vergine. Lo stesso evento si è ripetuto 10 anni dopo, nel 2014, dal 14 al 22 dicembre, e 20 anni dopo, nel 2024, dal 14 al 26 dicembre.
Tra l'arcidiocesi di Siracusa e la Pontificia Facoltà Teologica di Sicilia "San Giovanni Evangelista" di Palermo il 15 luglio 2005 è stata stipulata una convenzione con la quale la Facoltà istituisce all'interno del corso di licenza in teologia, nella sezione di specializzazione in teologia dogmatica, l'indirizzo ecclesiologico con caratterizzazione mariologica. I corsi di laurea in teologia si svolgono anche presso Istituto Superiore di Scienze Religiose “San Metodio”.

## Cronotassi dei vescovi
Il più antico catalogo dei vescovi di Siracusa fu pubblicato nel 1520 da Cristoforo Schobar che si basò su un antico manoscritto, detto Archetipo, ora non più esistente. L'Episcoporum Syracusanorum numerus riporta un elenco di 50 vescovi fino alla conquista araba dell'878. Secondo lo storico Francesco Lanzoni, «codesto catalogo nella parte più antica non dipende dai dittici della chiesa siracusana, ma è una compilazione letteraria. Il compilatore, persuaso che San Marciano fosse stato il primo vescovo siracusano e discepolo personale di San Pietro, pose Marciano al primo posto, nella metà incirca del I secolo, e riempì lo spazio vuoto fino al 314 (in cui compare nei documenti contemporanei il primo vescovo siracusano dopo Marciano) vuoi con nomi fittizi, vuoi reduplicando, in parte, i nomi conosciuti dell'età susseguente». L'epigrafia, la sfragistica e l'archeologia hanno arricchito con nuovi nomi l'elenco episcopale siracusano e hanno aiutato a ridefinire meglio l'ordine e la cronologia dell'antico catalogo.
Per il primo millennio, la presente cronotassi considera solo 23 dei 50 nomi riportati dall'antico catalogo siracusano, quelli per i quali «si ha o si presume la certezza con alto grado di attendibilità»; a questi si aggiungono altri 6 vescovi, documentati da altre fonti ma assenti nel catalogo.
Si omettono i periodi di sede vacante non superiori ai 2 anni o non storicamente accertati.
- San Marciano I † (I o III secolo)[N 3]
- Cresto I † (menzionato nel 314)
- Germano I † (IV secolo)
- Vesperio †
- Siracusio †[N 4]
- Sant'Eulalio † (prima del 499/500 - dopo il 505)
- Stefano I † (metà del VI secolo)[N 5]
- Anonimo (Eleuterio ?) † (prima del 558 - dopo il 561)
- San Massimiano, O.S.B. † (prima di ottobre 591 - agosto-novembre 594 deceduto)
- San Giovanni I † (595 - dopo il 603)
- Germano II †
- Pietro † (al tempo di papa Onorio I)[N 6]
- Isacco † (al tempo di papa Giovanni IV)[N 7]
- San Zosimo, O.S.B. † (circa 642/649 - circa 655/662 deceduto)[N 8]
- Sant'Elia, O.S.B. †
- Teodoro I †
- Giorgio † (menzionato nel 668)
- Teodosio I †
- San Teodosio II † (prima del 679 - dopo il 680)[N 9]
- Giovanni II †
- Maurizio †[N 10]
- Teodosio III †
- Marziano II †[N 11]
- Teodosio IV †
- Stefano II † (menzionato nel 787)
- Teodoro II † (al tempo del patriarca Antonio I - 821-837)
- Teodoro III Krithinos † (836 - dopo l'840)[N 12]
- Gregorio Asbesta † (844 - 852 deposto)
- Teodoro IV † (852 - 858 deposto)
- Gregorio Asbesta † (858 - 867 deposto[N 13]) (per la seconda volta)
- Teodoro IV † (867 - dopo l'878) (per la seconda volta)[N 14]
- Leone † (X-XI secolo)
- Nicola † (X-XI secolo)[N 15]
  - Sede vacante o soppressa
- Ruggero † (1093 - 1104 deceduto)
- Guglielmo † (menzionato nel 1112)
- Uberto † (menzionato nel 1117)
- Ugone † (prima del 1124 - dopo il 1129)
- Baldovino †
- Guarino †
- Parisio †[N 16]
- Richard Palmer † (prima del 1157 - circa gennaio 1183[N 17] nominato arcivescovo di Messina)
- Anonimo † (menzionato il 19 ottobre 1188)[N 18]
- Lorenzo † (prima di novembre 1192 - circa 1201 deceduto)[N 19]
- Gualtiero de Palena † (vescovo eletto)
- Godofredo † (circa 1202) (vescovo eletto)
- Anonimo † (menzionato nell'agosto 1204)
- Andrea † (? - 1207 deceduto)
- Adamo † (menzionato nel 1211)
- Bartolomeo † (prima di luglio 1215 - dopo settembre 1226)
- Corrado il teutonico † (circa 1228) (vescovo eletto)
- Gregorio † (prima del 1233 - dopo il 25 novembre 1254)
- Rinaldo de Lusio (de Lucchesio) †[N 20]
- Matteo di Palermo ( de Magistro) † (prima del 5 settembre 1255 - dopo il 10 settembre 1267)
- Simone da Lentini, O.P. † (circa 1269 - circa 1294 deceduto)
- Domenico da Saragozza, O.P. † (1296 o 10 gennaio 1304 - 8 agosto 1304 deceduto)
- Filippo Sánchez de Azur † (20 gennaio 1305 - 29 dicembre 1312 deceduto)
- Pietro di Moncada † (1313 - 4 settembre 1336 deceduto)
- Ogerio de Virzolo † (prima del 1338 - circa 1341 deceduto)
- Giacomo Guidone de Franchis † (20 novembre 1342 - 15 maggio 1361 deceduto)
- Enneco de Alemannia, O.P. † (10 settembre 1361 - 1380 deceduto)
- Francesco Dentice † (1380 - 15 ottobre 1381 deceduto)
- Giovanni d'Alife † (circa 1382 - 1385 deceduto)
- Ludovico † (6 ottobre 1386 - 1387 deceduto)
- Tommaso de Erbes, O.S.B. † (18 marzo 1388 - 14 marzo 1419 deceduto)
- Ruggero Bellomo † (15 maggio 1419 - 22 gennaio 1443 deceduto)
- Juan García de Aragón, O.P. † (5 ottobre 1444 - 3 febbraio 1446 nominato vescovo di Maiorca)
- Paolo Santafè † (3 febbraio 1446 - 4 gennaio 1460 deceduto)
- Antonio Jacopo Venier † (9 gennaio 1462 - 26 gennaio 1463 nominato vescovo di León)
- Andrea Tolomei † (26 gennaio 1463 - 12 giugno 1468 deceduto)
- Dalmazio Gabriele, O.P. † (6 settembre 1469 - 13 gennaio 1511 deceduto)
- Guglielmo Raimondo Centelles † (4 giugno 1512 - 22 agosto 1516 deceduto)
- Pietro Urries † (28 settembre 1516 - 1518 dimesso)
- Ludovico Platamone † (18 febbraio 1518 - 30 maggio 1540 deceduto)
- Girolamo Beccadelli di Bologna † (29 aprile 1541 - 16 luglio 1560 deceduto)
- Giovanni Orosco de Arzés † (6 novembre 1562 - 11 agosto 1574 nominato vescovo di Catania)
- Gilberto Isfar y Corillas † (11 agosto 1574 - 23 gennaio 1579 nominato vescovo di Patti)
- Giovanni Castellano Orosco † (26 giugno 1579 - 12 maggio 1602 deceduto)
- Giuseppe Saladino † (31 maggio 1604 - 22 novembre 1611 deceduto)
- Juan Torres de Osorio † (13 novembre 1613 - 19 ottobre 1619 nominato vescovo di Catania)
- Paolo Faraone † (7 ottobre 1619 - 12 novembre 1629 deceduto)
- Fabrizio Antinoro † (13 novembre 1630 - 25 luglio 1635 deceduto)
- Francesco d'Elia e Rossi † (2 maggio 1639 - 6 dicembre 1647 deceduto)
- Giovanni Antonio Capobianco † (22 marzo 1649 - 19 maggio 1673 deceduto)
- Francesco Maria Rini, O.F.M. † (1º ottobre 1674 - 19 ottobre 1676 nominato vescovo di Agrigento)
- Francesco Fortezza † (14 dicembre 1676 - 13 novembre 1693 deceduto)
- Asdrubale Termini † (30 maggio 1695 - 6 giugno 1722 deceduto)
- Tommaso Marino, O.P. † (14 febbraio 1724 - 2 maggio 1730 deceduto)
  - Sede vacante (1730-1732)
- Matteo Trigona † (7 maggio 1732 - 10 ottobre 1747 dimesso)
- Francesco Testa † (6 maggio 1748 - 22 aprile 1754 nominato arcivescovo di Monreale)
- Giuseppe Antonio de Requisenz, O.S.B. † (17 febbraio 1755 - gennaio 1773 deceduto)
- Giovanni Battista Alagona † (13 settembre 1773 - 21 settembre 1801 deceduto)
- Gaetano Bonanno † (24 maggio 1802 - 6 agosto 1806 deceduto)
- Filippo Trigona † (18 settembre 1807 - 2 gennaio 1824 deceduto)
- Giuseppe Amorelli † (20 dicembre 1824 - 13 dicembre 1840 deceduto)
  - Sede vacante (1840-1845)
- Michele Manzo † (21 aprile 1845 - 27 settembre 1852 nominato arcivescovo di Chieti)
- Angelo Robino † (27 giugno 1853 - 28 agosto 1868 deceduto)
  - Sede vacante (1868-1872)
- Giuseppe Guarino † (23 febbraio 1872 - 5 luglio 1875 nominato arcivescovo di Messina)
- Benedetto Lavecchia Guarnieri, O.F.M.Obs. † (5 luglio 1875 - 6 marzo 1896 deceduto)
- Giuseppe Fiorenza † (22 giugno 1896 - 11 dicembre 1905 dimesso[N 21])
- Luigi Bignami † (11 dicembre 1905 - 27 dicembre 1919 deceduto)
- Giacomo Carabelli † (13 aprile 1921 - 16 luglio 1932 deceduto)
- Ettore Baranzini † (29 aprile 1933 - 6 marzo 1968 deceduto)
- Giuseppe Bonfiglioli † (6 marzo 1968 succeduto - 17 aprile 1973 nominato arcivescovo di Cagliari)
- Calogero Lauricella † (8 settembre 1973 - 20 giugno 1989 deceduto)
- Giuseppe Costanzo (7 dicembre 1989 - 12 settembre 2008 ritirato)
- Salvatore Pappalardo (12 settembre 2008 - 24 luglio 2020 ritirato)
- Francesco Lomanto, dal 24 luglio 2020

## Statistiche
L'arcidiocesi nel 2022 su una popolazione di 294.901 persone contava 285.000 battezzati, corrispondenti al 96,6% del totale.
| anno | popolazione | popolazione | popolazione | presbiteri | presbiteri | presbiteri | presbiteri                | diaconi | religiosi | religiosi | parrocchie |
| anno | battezzati  | totale      | %           | numero     | secolari   | regolari   | battezzati per presbitero | diaconi | uomini    | donne     | parrocchie |
| ---- | ----------- | ----------- | ----------- | ---------- | ---------- | ---------- | ------------------------- | ------- | --------- | --------- | ---------- |
| 1970 | 267.250     | 269.400     | 99,2        | 183        | 124        | 59         | 1.460                     |         | 75        | 425       | 65         |
| 1978 | 290.800     | 293.870     | 99,0        | 184        | 124        | 60         | 1.580                     |         | 70        | 495       | 67         |
| 1990 | 308.000     | 318.000     | 96,9        | 165        | 123        | 42         | 1.866                     | 2       | 45        | 354       | 74         |
| 1999 | 331.000     | 335.000     | 98,8        | 164        | 121        | 43         | 2.018                     |         | 48        | 357       | 76         |
| 2000 | 333.000     | 337.000     | 98,8        | 166        | 124        | 42         | 2.006                     | 4       | 49        | 313       | 76         |
| 2001 | 335.000     | 339.000     | 98,8        | 165        | 123        | 42         | 2.030                     | 4       | 49        | 313       | 76         |
| 2002 | 320.000     | 330.000     | 97,0        | 162        | 120        | 42         | 1.975                     | 5       | 49        | 291       | 76         |
| 2003 | 320.000     | 330.000     | 97,0        | 151        | 118        | 33         | 2.119                     | 5       | 38        | 255       | 76         |
| 2004 | 320.000     | 330.000     | 97,0        | 148        | 116        | 32         | 2.162                     | 7       | 37        | 232       | 76         |
| 2010 | 320.000     | 330.000     | 97,0        | 136        | 105        | 31         | 2.352                     | 13      | 34        | 163       | 76         |
| 2014 | 289.162     | 297.286     | 97,3        | 140        | 103        | 37         | 2.065                     | 16      | 40        | 171       | 76         |
| 2017 | 290.215     | 297.313     | 97,6        | 135        | 111        | 24         | 2.149                     | 37      | 29        | 136       | 76         |
| 2020 | 290.450     | 299.100     | 97,1        | 125        | 101        | 24         | 2.323                     | 36      | 30        | 118       | 76         |
| 2022 | 285.000     | 294.901     | 96,6        | 138        | 105        | 33         | 2.065                     | 57      | 40        | 133       | 76         |

## Parrocchie

### Vicariato di Siracusa
Il vicariato comprende il comune di Siracusa e le rispettive parrocchie:
Chiesa cattedrale Natività di Maria Santissima
Basilica santuario Madonna delle Lacrime
Parrocchia Maria Santissima Addolorata a Grottasanta
Parrocchia Maria Santissima Madre della Chiesa
Parrocchia Maria Santissima Madre di Dio
Parrocchia Maria Santissima della Misericordia e dei Pericoli
Parrocchia Maria Santissima Mediatrice di tutte le Grazie
Parrocchia Sant'Antonio da Padova
Parrocchia San Corrado Confalonieri
Parrocchia San Giacomo Apostolo ai Miracoli
Parrocchia San Francesco all'Immacolata
Parrocchia San Francesco d'Assisi
Parrocchia San Giovanni Evangelista e San Marciano
Parrocchia San Luca
Parrocchia Santa Lucia al Sepolcro
Parrocchia San Martino Vescovo
Parrocchia San Metodio
Parrocchia San Paolo Apostolo
Parrocchia San Pietro al Carmine
Parrocchia Santa Rita
Parrocchia San Tommaso al Pantheon
Parrocchia Sacra Famiglia
Parrocchia Sacro Cuore di Gesù
Parrocchia Santissimo Salvatore
Parrocchia Santa Maria della Consolazione (Belvedere)
Parrocchia San Giuseppe (Cassibile)
Parrocchia Maria Stella del Mare (Fontane Bianche)

### Vicariato di Augusta - Melilli
Il vicariato comprende i seguenti comuni e le rispettive parrocchie:
- Augusta

Parrocchia Maria SS. Assunta (chiesa madre)
Parrocchia San Giuseppe Innografo
Parrocchia Cappella Ospedale Muscatello
Parrocchia Sacro Cuore di Gesù
Parrocchia San Francesco di Paola
Parrocchia Santa Maria del Perpetuo Soccorso
Parrocchia Madonna del Buon Consiglio in S. Lucia
Parrocchia San Sebastiano in Sant'Andrea
Parrocchia San Nicola di Bari (Brucoli)
- Melilli

Parrocchia San Nicolò Vescovo (chiesa madre)
Parrocchia San Sebastiano Martire (basilica)
Parrocchia Sant'Antonio Abate
Parrocchia San Bartolomeo Apostolo (Città Giardino)
Parrocchia San Michele Arcangelo (Villasmundo)
- Priolo Gargallo

Parrocchia Sant'Angelo Custode (chiesa madre)
Parrocchia San Giuseppe Operaio
Parrocchia Immacolata Concezione
- Sortino

Parrocchia San Giovanni Apostolo Evangelista (chiesa madre)
Parrocchia San Giuseppe
Parrocchia Santa Sofia Vergine e Martire

### Vicariato di Lentini
Il vicariato comprende i seguenti comuni e le rispettive parrocchie:
- Carlentini

Parrocchia Immacolata Concezione (chiesa madre)
Parrocchia Santa Tecla
Parrocchia Cuore Immacolato di Maria e Sant'Anna
- Pedagaggi (Fraz. di Carlentini)

Parrocchia Santa Maria La Stella
- Francofonte

Parrocchia Sant'Antonio Abate (chiesa madre)
Parrocchia Maria Santissima del Carmelo
Parrocchia San Francesco d'Assisi
- Lentini

Parrocchia Santa Maria La Cava e Sant'Alfio (ex cattedrale)
Parrocchia Cristo Re
Parrocchia Sant'Antonio da Padova
Parrocchia Santissima Trinità e San Marziano
Parrocchia Santa Croce
Parrocchia San Luca

### Vicariato di Palazzolo - Floridia
Il vicariato comprende i seguenti comuni e le rispettive parrocchie:
- Buccheri

Parrocchia Sant'Ambrogio
- Buscemi

Parrocchia Natività di Maria Santissima
- Canicattini Bagni

Parrocchia Santa Maria degli Angeli e San Michele Arcangelo (chiesa madre)
Parrocchia Maria Santissima Ausiliatrice
- Cassaro

Parrocchia San Pietro in Vincoli
- Ferla

Parrocchia San Giacomo Maggiore Apostolo
- Floridia

Parrocchia San Bartolomeo Apostolo (chiesa madre)
Parrocchia San Giovanni Bosco
Parrocchia San Francesco d'Assisi
Parrocchia Santa Lucia Vergine e Martire
Parrocchia Maria Santissima del Carmelo
- Palazzolo Acreide

Parrocchia San Nicolò Vescovo (chiesa madre)
Parrocchia San Sebastiano (basilica)
Parrocchia San Michele Arcangelo
Parrocchia Sant'Antonio Abate
- Solarino

Parrocchia San Paolo Apostolo (chiesa madre)
Parrocchia Madonna delle Lacrime